# Zur Frage der Gesetze
Zur Frage der Gesetze ist ein Prosatext von Franz Kafka aus dem Jahre 1920. Er wurde postum 1931 veröffentlicht.

## Inhalt
Kafka beschreibt eine Gesellschaftsordnung, in der eine Adelsgruppe das  Volk mit unbekannten Gesetzen beherrscht. Dabei ist es dem Volk unmöglich, etwas über die Gesetze zu erfahren, mit denen es regiert wird. Die Unkenntnis der juristischen Ordnung führt hier zu deren Missachtung. Sie werden als „Scheingesetze“ oder „nur ein Spiel des Verstandes“ bezeichnet.

## Form
Das Prosastück ist am ehesten als juristisch-soziologische Reflexion ohne direkte Handlung zu bezeichnen. Es wird aus der „Wir“- bzw. „Ich“-Perspektive erzählt, eine bei Kafka eher seltene Perspektive. Das „Wir“ umfasst hier ausdrücklich die Gemeinschaft des Volkes in Abgrenzung zur Adelsgruppe.
Der Text besteht aus drei Absätzen. Im ersten Absatz entwickelt sich ein zunehmend sprachlich komplizierterer Duktus. Der häufig bei Kafka zu findende nüchtern-klare Stil tritt hier nicht auf. Im zweiten Absatz, den man als Hauptteil sehen kann, werden alle Aspekte der geheimen Gesetze und deren Bedeutung für das Volk sozusagen durchexerziert in der Art eines atemlosen, verschlungenen Monologes. Der dritte Absatz gibt eine Äußerung eines Schriftstellers wieder, die auf den Erhalt des Adels als „einzig sichtbares, zweifelloses Gesetz“ hinzielt, um das man sich doch nicht selbst bringen wolle.

## Bezug zu anderen Kafka-Werken
Der vorliegende Prosatext hat einen Bezug zur Parabel Vor dem Gesetz. Dort versucht ein Mann vom Lande vergeblich in die Sphäre des Gesetzes vorzudringen. In der Strafkolonie beinhaltet das Thema insofern, als der Delinquent das Gesetz, gegen das er verstoßen hat, nicht kennt und auch nicht kennen soll. Einen ähnlichen Vorgang beinhaltet der Roman Der Process.
Zur Frage der Gesetze entstand 1920 ebenso wie die fragmentarischen Prosastücke Unser Städtchen liegt … (auch bekannt unter  Die Abweisung) und Die Truppenaushebung unter dem Einfluss tibetanischer Reiseberichte. Es ist Kafkas Ansatz, „die gesellschaftliche Einbindung des Individuums und die Subordination unter dem Diktat eines Machtapparates einer geheimnisvoll wirkenden Adelskaste“ zu beschreiben.

## Interpretationsansätze
- Das Gesetz ist nicht abhängig von seinem Gesetzestext, sondern von seiner Auslegung. Das Gesetz ist nicht für alle gleich und wird somit nichtig.
- Kritik an der Resignation des Volkes, das sich nicht gegen unfaire Gesetzesauslegungen wehrt.
- Ambivalenz der Gesetze: Einerseits Kontrolle, Sicherheit, Moral, andererseits Unterdrückung, Durchführung der Gesetze als gottähnliche Strafe.
- Kritik an der Obrigkeit (symbolisiert durch den Adel); allein der Adel hat das Recht das Recht auszulegen. Das Volk ist hierbei der Willkür des Adels ausgeliefert. Das Volk hat kein Gesetz. Notfalls muss, mangels Alternativen, das Gesetz des Adels auf das Volk angewendet werden.
- Kritik an der Religion, die sich stumpfsinnig von einer Autorität leiten lässt.
- Das Volk unterwirft sich lieber willkürlichen Gesetzen, als die vermeintliche Sicherheit, Geborgenheit und Gewissheit, die diese Gesetze mit sich bringen, zu verlieren. Dies lässt auf eine antianarchische Einstellung schließen.
- Dennoch besteht die Hoffnung, dass das Gesetz eines Tages in der Hand des Volkes liegt, was auf eine schwache Sehnsucht nach Demokratie oder Sozialismus schließen lässt.

## Ausgaben
- Sämtliche Erzählungen. Herausgegeben von Paul Raabe, Fischer-Taschenbuch-Verlag, Frankfurt/Main 1970, ISBN 3-596-21078-X.
- Die Erzählungen. Originalfassung, herausgegeben von Roger Herms, Fischer Verlag, 1997, ISBN 3-596-13270-3.
- Nachgelassene Schriften und Fragmente II. Herausgegeben von Jost Schillemeit, Fischer, Frankfurt/Main 1992, S. 270–273.

## Sekundärliteratur
- Peter-André Alt: Franz Kafka: Der ewige Sohn. Eine Biographie. Verlag C.H. Beck,  München 2005, ISBN 3-406-53441-4.
- Manfred Engel: Kafka und die moderne Welt. In: Manfred Engel, Bernd Auerochs (Hrsg.): Kafka-Handbuch. Leben – Werk – Wirkung. Metzler, Stuttgart, Weimar 2010, ISBN 978-3-476-02167-0, S. 498–515, bes. 505–507.